# Seznam skladatelů vážné hudby, H
Seznam skladatelů vážné hudby podle abecedy:
A – B –
C – Č –
D – E – 
F – G –
H – Ch –
I – J –
K – L –
M – N –
O – P –
Q – R –
Ř – S –
Š – T –
U – V –
W – X –
Y – Z –
Ž

## Ha
- Friedrich Willhelm Haack (1760–1827)
- Karel Haak (1853–1937)
- Václav Haan (1714–1765)
- Sampo Haapamaki (1979)
- Perttu Haapanen (1972)
- Kreeta Haapasalo (1813–1893)
- Johannes Haarklou (1847–1925)
- Georg Friedrich Haas (1953)
- Joseph Haas (1879–1960)
- Pavel Haas (1899–1944)
- Václav Haas (1694–1768)
- Alois Hába (1893–1973)
- Emil Hába (1900–1982)
- Karel Hába (1898–1972)
- Kjell Habbestad (1955)
- Ernst Haberbier (1813–1869)
- Maurus Haberhauer (1746–1799)
- František Václav Habermann (1706–1783)
- Johann Evangelist Habert (1833–1896)
- Haci Arif Bey (1831–1885)
- Rauf Haciyev (1923–1997)
- Carolus Hacquart (1640–1701)
- Pejman Hadadi (1969)
- Manos Hadjidakis (1925–1994)
- Paraškev Hadjiev (1912)
- Henry Hadley (1871–1937)
- Uzeir Hadžibekov (1919–1974)
- Johann Christian Friedrich Haeffner (1759–1833)
- Werner Haentjes (1923)
- August Ferdinand Haeser (1779–1844)
- Richard Hageman (1882–1966)
- Daron Aric Hagen (1961)
- Joachim Bernhard Hagen (1720–1787)
- Lars Petter Hagen (1975)
- Edvard Hagerup Bull (1922)
- Gustaf Hagg (1867–1925)
- Konrad Hagius (1550–1616)
- Reynaldo Hahn (1875–1947)
- Dorothee Hahne (1966)
- Jakob Haibel (1762–1826)
- Karl Haidmayer (1927)
- Alexei Haieff (1914–1994)
- Eugen Haile (1873–1933)
- Adolphus Hailstork (1941)
- Ethan Haimo (1950)
- Graham Hair (1943)
- Andre Hajdu (1932)
- Júlia Hajdú (1925–1987)
- Mihály Hajdú (1909–1990)
- Maxmilián Hájek (1909–1969)
- Karl Hajos (1889–1950)
- Naji Hakim (1955)
- Kimmo Hakola (1958)
- Fromental Halevy (1799–1862)
- Jacques Halévy (1799–1862)
- Cristobal Halffter (1930)
- Ernesto Halffter (1905–1989)
- Rodolfo Halffter (1900–1987)
- Pauline Hall (1890–1969)
- Björn Wilho Hallberg (1938)
- Andreas Hallén (1846–1925)
- Hermann Haller (1914–2002)
- Michael Haller (1840–1915)
- Haflidi Hallgrimsson (1941)
- Hilding Hallnas (1903–1984)
- Ivar Hallström (1826–1901)
- Tor Halmrast (1951)
- Bohumír Halouzka (1892–1983)
- Matthew Halper (1966)
- Johan Halvorsen (1864–1935)
- Jean-Noël Hamal (1709–1778)
- Per-Martin Hamberg (1912–1974)
- Bengt Hambraeus (1928–2000)
- Eero Hameenniemi (1951)
- Andre Hamel (1955)
- Peter Michael Hamel (1947)
- Marc-André Hamelin (1961)
- Asger Hamerik (1843–1923)
- Ebbe Hamerik (1898–1951)
- David Hamilton (1955)
- Iain Hamilton (1922–2000)
- Hugo Hammarstrom (1891–1974)
- Jan Hammer (1948)
- Andreas Hammerschmidt (1611–1675)
- Johan Hammerth (1953)
- Calvin Hampton (1938–1984)
- Aseon Han (1963)
- Mirko Hanák (1891–1972)
- Frederic Hand (1947)
- Georg Friedrich Händel (1685–1759)
- Jacob Handl (1550–1591)
- Ignác Händl (1889–1954)
- Johann Nicolaus Hanff (1665–1711)
- Karel Hanke (1750–1803)
- Ilmari Hannikainen (1892–1955)
- Pekka Juhani Hannikainen (1854–1924)
- Vaino Hannikainen (1900–1960)
- Thorvald Hansen (1847–1915)
- Howard Hanson (1896–1981)
- Charles-Louis Hanssens (1802–1871)
- Jan Hanuš (1915–2004)
- Petr Hanzlík (1968)
- Keiko Harada (1968)
- Kryštof Harant z Polžic a Bezdružic (1564–1621)
- Milan Harašta (1919–1946)
- John Harbison (1938)
- Guy d' Hardelot (1858–1936)
- Egil Harder (1917–1997)
- Charles Hariss (1862–1929)
- Aharon Harlap (1941)
- John Harle (1956)
- James Harley (1959)
- William Franke Harling (1887–1958)
- Carter Harman (1918–2007)
- Chris Paul Harman (1970)
- Sandor Harmati (1892–1936)
- Johannes Harneit (1963)
- Edward Harper (1941)
- David Harries (1933)
- Clement Harris (1871–1897)
- Donald Harris (1931)
- Matthew Harris (1956)
- Roy Harris (1898–1979)
- William Henry Harris (1883–1973)
- Julius Harrison (1885–1963)
- Lou Harrison (1917–2003)
- Pamela Harrison (1915–1990)
- Tibor Harsányi (1898–1954)
- Frederic Patton Hart (1894–1983)
- Fritz Hart (1874–1949)
- Wilhelm Harteveld (1859–1927)
- Heinz Friedrich Hartig (1907–1969)
- Stephen Hartke (1952)
- Jindřich Hartl (1856–1900)
- Walter S. Hartley (1927)
- Arthur Hartmann (1881–1956)
- Emil Hartmann (1836–1898)
- Johann Ernst Hartmann (1726–1793)
- Johann Peter Emilius Hartmann (1805–1900)
- Karl Amadeus Hartmann (1905–1963)
- Thomas de Hartmann (1885–1956)
- Eduard de Hartog (1829–1909)
- Hamilton Harty (1879–1941)
- Jonathan Harvey (1939)
- Jošio Hasegawa (1907–1981)
- Klaus Hashagen (1924)
- Kunihiko Hašimoto (1904–1949)
- Johannes Symonis Hasprois (?–1428)
- Johann Adolf Hasse (1699–1783)
- Nikolaus Hasse (1617–1672)
- Peter Hasse (1585–1640)
- Peter Hasse (1659–1708)
- Alphonse Hasselmans (1845–1912)
- Hans Leo Hassler (1564–1612)
- Johann Wilhelm Hassler (1747–1822)
- Thomas Hastings (1784–1872)
- Zdeněk Hatina (1941)
- Juraj Hatrík (1941–2021)
- John Liptrot Hatton (1809–1886)
- Josip Hatze (1879–1959)
- Roman Haubenstock-Ramati (1919–1994)
- Josef Matthias Hauer (1883–1959)
- Halvor Haug (1952)
- Hans Haug (1900–1967)
- Glenn Erik Haugland (1961)
- Moritz Hauptmann (1792–1868)
- Siegmund von Hausegger (1872–1948)
- Miška Hauser (1822–1887)
- Moritz Hauser (1826–1857)
- Václav Vlastimil Hausmann (1850–1903)
- Karin Haussmann (1962)
- Valentin Haussmann (1565–1614)
- Teppo Hauta-Aho (1941)
- Svatopluk Havelka (1925–2009)
- Quido Havlasa (1839–1909)
- Vladimír Havlíček (1947)
- William Hawes (1785–1846)
- Micah Hawkins (1777–1825)
- William Hawley (1950)
- Humiwo Hayasaka (1914–1955)
- Hikaru Hajaši (1931)
- Hiromori Hajaši (1831–1896)
- Joseph Haydn (1732–1809)
- Michael Haydn (1737–1806)
- Philip Hayes (1738–1797)
- Nicola Haym (1678–1729)
- Hayne van Ghizeghem (1445–1497)
- Sorrel Hays (1941)
- Samuel Hazo (1966)

## He
- Michael Head (1900–1976)
- Hubert Klyne Headley (1906–1995)
- Wilfred Heaton (1917–2000)
- Michael Hebenstreit (1812–1850)
- Wolff Heckel (1515–1562)
- Céleste de Longré Heckscher (1860–1928)
- Anthony Hedges (1931)
- Lennart Hedwall (1932)
- Lars Hegaard (1950)
- Magne Hegdal (1944)
- Robert Heger (1886–1978)
- Jake Heggie (1961)
- Ludvig Hegner (1851–1923)
- Bernhard Heiden (1910–2000)
- Werner Heider (1930)
- Ludwig Heidingsfeld (1854–1920)
- William Clifford Heilman (1877–1946)
- Harald Heilmann (1924)
- Johann David Heinichen (1683–1729)
- Paavo Heininen (1938)
- Mikko Heinio (1948)
- József Heinisch (1800–1840)
- Thomas Heinisch (1968)
- Antonín Filip Heinrich (1781–1861)
- Ernst Heinsius (1764)
- Wolff Heintz (1490–1552)
- Gustav Adolf Heinze (1820–1904)
- Peter Arnold Heise (1830–1879)
- Robert Hejnar (1969)
- František Vladislav Hek (1769–1847)
- Martti Hela (1890–1965)
- JanTheobald Held (1770–1851)
- Max Helfman (1901–1963)
- Barbara Heller (1936)
- Hans Ewald Heller (1894–1966)
- Josef August Heller (1800–1855)
- Stephen Heller (1813–1888)
- Lupus Hellinck (1494–1541)
- Maximilian Joseph Hellmann (1703–1768)
- Joseph Hellmesberger ml. (1855–1907)
- Joseph Hellmesberger st. (1828–1893)
- Paul Hellmuth (1879–1919)
- Henrik Hellstenius (1963)
- Karl Ludwig Hellwig (1773–1838)
- Adrien-Joseph van Helmont (1747–1831)
- Charles-Joseph van Helmont (1715–1790)
- Robert Helps (1928–2001)
- Carl Helsted (1818–1904)
- Gustav Helsted (1857–1924)
- Kim Helweg (1956)
- Victor Hely-Hutchinson (1901–1947)
- Iscar van Hemel (1892–1981)
- Oldřich Hemerka (1862–1946)
- Christoph Hempel (1946)
- Alberto Hemsi (1896–1975)
- Eskil Henberg (1938)
- Wim Henderickx (1962)
- Alva Henderson (1940)
- Robert Henderson (1948)
- Ruth Watson Henderson (1932)
- Gerald Hendrie (1935)
- Luis Venegas de Henestrosa (1510–1557)
- Gerard Hengeveld (1910–2001)
- Hans Henkemans (1913–1995)
- Michael Hennagin (1936–1993)
- Albert Henneberg (1901–1991)
- Johann Baptist Henneberg (1768–1822)
- Richard Henneberg (1853–1925)
- Carl Wilhelm Henning (1784–1867)
- Paul Henrion (1819–1901)
- Fini Henriques (1867–1940)
- Leigh Vaughan Henry (1889–1958)
- Pierre Henry (1927)
- Adolf Henselt (1814–1889)
- George Henschel (1850–1934)
- Theodor Hentschel (1830–1892)
- Hans Werner Henze (1926)
- Joaquin Gutierrez Heras (1927)
- Chevalier d' Herbain (1732–1769)
- Johann Ritter von Herbeck (1831–1877)
- Robert Herberigs (1886–1974)
- Victor Herbert (1859–1924)
- Johann Andreas Herbst (1588–1666)
- Nikola Hercigonja (1911–2000)
- Louise Héritte (1841–1918)
- Jaromír Herla (1872–1945)
- Nikolaus Herman (1500–1561)
- Friedrich Hermann (1828–1907)
- Hans Hermann (1870–1931)
- Ake Hermanson (1923–1996)
- Juan de Hernandez (1881–1945)
- Eduardo Hernández Moncada (1899–1995)
- Pablo Hernández Sales (1834–1910)
- Rafael Hernando (1822–1888)
- Ferdinand Hérold (1791–1833)
- Bernard Herrmann (1911–1975)
- Hugo Herrmann (1896–1967)
- Howard Hersh (1940)
- Michael Hersch (1971)
- William Herschel (1738–1822)
- Johann Wilhelm Hertel (1727–1789)
- Peter Ludwig Hertel (1817–1899)
- Johannes den Hertog (1904–1982)
- Michal Hertz (1844–1918)
- Florimond Hervé (1825–1892)
- Arthur Hervey (1855–1922)
- Richard Hervig (1917)
- Henri Herz (1803–1888)
- Heinrich von Herzogenberg (1843–1900)
- Kenneth Hesketh (1968)
- Hans-Joachim Hespos (1938)
- Ernst Hess (1912–1968)
- Ludwig Hess (1877–1944)
- Nigel Hess (1953)
- Willy Hess (1906–1997)
- Adolf Friedrich Hesse (1809–1863)
- Ernst Christian Hesse (1676–1762)
- Ludwig Cristian Hesse (1716–1772)
- Landgraf Moritz von Hessen-Kassel (1572–1632)
- Jacques Hetu (1938–2010)
- Richard Heuberger (1850–1914)
- George Heussenstamm (1926)
- Moritz Heuzenroeder (1849–1897)
- Leslie Heward (1897–1943)
- Harry Donald Hewitt (1921)
- James Hewitt (1770–1827)
- Richard Bruno Heydrich (1865-1938)
- Karl Heymann (1854–1922)
- Werner Richard Heymann (1896–1961)
- Volker Heyn (1938)

## Hi
- William Hibbard (1939–1989)
- Sean Hickey (1970)
- Juan Hidalgo (1612–1685)
- Frigyes Hidas (1928–2007)
- Hans Uwe Hielscher (1945)
- Jennifer Higdon (1962)
- Dick Higgins (1937–1998)
- Aristide Hignard (1822–1898)
- Eugen Hildach (1849–1924)
- Wolfgang Hildemann (1925–1995)
- Alfred Hill (1869–1960)
- Anders Hillborg (1954)
- Lucien Joseph Édouard Hillemacher (1860–1909)
- Paul Joseph Guillaume Hillemacher (1852–1933)
- Ferdinand Hiller (1811–1885)
- Johann Adam Hiller (1728–1804)
- Wilfried Hiller (1941)
- Jan Ake Hillerud (1938)
- František Matěj Hilmar (1803–1881)
- Oldřich Hilmera (1891–1948)
- Walter Hilse (1941)
- John Hilton (1599–1657)
- Friedrich Heinrich Himmel (1765–1814)
- Paul Hindemith (1895–1963)
- Dorothy Hindman (1966)
- Matthew Hindson (1968)
- Jerome Hines (1921–2003)
- Philip Joseph Hinner (1754–1805)
- Silvestr Hipman (1893–1974)
- Dietmar Hippler (1956)
- Asako Hirabajaši (1960)
- Košio Hirai (1907–1953)
- Kózaburó Hirai (1910)
- Hajato Hirose (1974)
- Rjóhei Hirose (1930)
- Vladimír Hirsch (1854)
- Caspar René Hirschfeld (1965)
- Joe Hisaishi (1950)
- Jim Hiscott (1948)

## Hl–Hn
- Vojtěch Hlaváč (1849–1911)
- Václav Hlinomaz (1873–1941)
- Emil Hlobil (1901–1987)
- Alois Hnilička (1826–1909)

## Ho
- Alun Hoddinott (1929–2008)
- Juliana Hodkinson (1971)
- Sydney Philip Hodkinson (1934)
- Karol Hodytz (1806–1892)
- Georg Höeberg (1872–1950)
- Bjorn Korsan Hoemsnes (1954)
- Finn Hoffding (1899–1997)
- Paul Höffer (1895–1949)
- Paul Hoffhaimer (1459–1537)
- Joel Hoffman (1953)
- Ernst Theodor Amadeus Hoffmann (1776–1822)
- Heinrich Hoffmann (1842–1902)
- Johann Hoffmann (1770–1814)
- Melchior Hoffmann (1679–1715)
- Franz Anton Hoffmeister (1754–1812)
- Roman Hoffstetter (1742–1815)
- Paul Hofhaimer (1459–1537)
- Heinrich Hofmann (1842–1902)
- Leopold Hofmann (1738–1793)
- Wolfgang Hofmann (hudební skladatel) (1922–2003)
- Fredrik Hogberg (1971)
- Theodor Hoch (1842–1906)
- Hans Heinrich Hochberg (1843–1926)
- Lee Hoiby (1926)
- Erik Hojsgaard (1954)
- Richard Hol (1825–1904)
- Ludvík Holain (1843–1916)
- Antony Holborne (1545–1602)
- Joseph Holbrooke (1878–1958)
- Hans Holewa (1905–1991)
- Gustav Hollaender (1855–1915)
- Victor Hollaender (1866–1940)
- Jan Dawid Holland (1746–1827)
- Theodore Holland (1878–1947)
- Herman Hollanders (1568–1648)
- York Holler (1944)
- Dinal Russel Hollier (1934)
- Heinz Holliger (1939)
- Stanley Hollingsworth (1924–2003)
- Mate Hollos (1954)
- Robin Holloway (1943)
- Ludvig Holm (1858–1928)
- Mogens Winkel Holm (1936–1999)
- Peder Holm (1926)
- Derek Holman (1931)
- Vagn Holmboe (1909–1996)
- Anne Mary Holmes (1847–1903)
- Augusta Holmes (1847–1903)
- John Holmes (?–1629)
- Ladislav Holoubek (1913–1994)
- David Holsinger (1945)
- Edward Holst (1843–1899)
- Gustav Holst (1874–1934)
- Franz von Holstein (1826–1878)
- Adriana Holszky (1953)
- Johann Julius Sontag von Holt Sombach (1962)
- Bo Holten (1948)
- Iver Holter (1850–1941)
- Josef Holub (1902–1973)
- Ondřej František Holý (1747–1783)
- Ignaz Holzbauer (1711–1783)
- Gottfried August Homilius (1714–1785)
- Joaquim Homs (1906–2003)
- Leontzi Honauer (1737–1790)
- Arthur Honegger (1892–1955)
- Johannes Honterus (1498–1549)
- Jef Van Hoof (1886–1959)
- James Hook (1746–1827)
- Arvid Niclas von Höpken (1710–1778)
- Antony Hopkins (1921)
- Edward John Hopkins (1818–1901)
- Charles Jerome Hopkins (1836–1898)
- John H. Hopkins (1820–1891)
- Francis Hopkinson (1737–1791)
- Christian Gottlob Hopner (1799–1859)
- Julius Hopp (1819–1885)
- Antonín Horák (1875–1910)
- Václav Emanuel Horák (1800–1871)
- Felix Horetzky (1796–1870)
- Karel Horký (1909–1988)
- August Horn (1825–1893)
- Charles Edward Horn (1786–1849)
- Christian Frederik Emil Horneman (1840–1906)
- Ralph Joseph Horner (1848–1926)
- Ondřej Horník (1864–1917)
- Robert von Hornstein (1833–1890)
- Joseph Horovitz (1926)
- Balazs Horvath (1976)
- Geza Horvath (1868–1925)
- Stanko Horvath (1930)
- Michael S. Horwood (1947)
- Slavomír Hořínka (1980)
- Hans-Dieter Hosalla (1919–1995)
- Karl Hoschna (1877–1911)
- Lucius Hosmer (1870–1935)
- John Hothby (1430–1487)
- Nicolas Hotman (1614–1663)
- Jacques Hotteterre (1673–1763)
- Jean Hotteterre (1677–1720)
- Vincenc Houška  (1766–1840)
- Joachim van den Hove (1567–1620)
- Alan Hovhaness (1911–2000)
- Egil Hovland (1924)
- František Hovorka (1881–1929)
- Samuel Howard (1710–1782)
- Mary Howe (1882–1964)
- Herbert Howells (1892–1983)
- William Legrand Howland (1873–1915)

## Hr
- Pavel Hrabánek (1946)
- František Hradil (1898–1980)
- Cyril Metoděj Hrazdíra (1868–1926)
- František Hrdina (1793–1866)
- Stevan Hristič (1885–1958)
- Otakar Hřímalý (1883–1945)
- Vojtěch Hřímalý mladší (1842–1908)

## Hu
- Ignác Hubatka (?–1745)
- Jenö Hubay (1858–1937)
- Hans Huber (1852–1921)
- Klaus Huber (1924)
- Nicolaus A. Huber (1939)
- Paul Huber (1918–2001)
- Margaret Hubicki (1915–1990)
- Georges Hüe (1858–1948)
- Gregorio Huet (1550–1616)
- Pierre Hugard (1725–1765)
- Arwel Hughes (1909–1988)
- Robert Watson Hughes (1912–2007)
- John Adam Hugo (1873–1945)
- Hugo von Montfort (1357–1423)
- Georges Hugon (1904–1980)
- Jacques-Christophe Huguenet (1680–1729)
- Luigi Hugues (1836–1913)
- Rogelio Huguet yTagell (1882–1956)
- Bruno Huhn (1871–1950)
- Zdeněk Hůla (1901–1986)
- John Hullah (1812–1884)
- Tobias Hume (1569–1645)
- Pelham Humfrey (1647–1674)
- William Henry Humiston (1869–1923)
- Ferdinand B. Hummel (1855–1928)
- Gerald Hummel (1931)
- Johann Nepomuk Hummel (1778–1837)
- Engelbert Humperdinck (1854–1921)
- Richard Hundley (1931)
- Thomas Hunt (1580–1658)
- Huon D'Oisy (1130–1190)
- David Hurd (1950)
- Michael Hurd (1928–2006)
- Jean Huré (1877–1930)
- František Václav Hůrka (1762–1805)
- Conrad Friedrich Hurlebusch (1691–1765)
- William Hurlstone (1876–1906)
- Ilja Hurník (1922)
- Lukáš Hurník (1967)
- Karel Husa (1921)
- Kaare Dyvik Husby (1969)
- Henry Holden Huss (1862–1953)
- Jenö Huszka (1875–1960)
- Jere Hutcheson (1938)
- Arthur Hutchings (1906–1989)
- Wouter Hutschenruyter (1796–1878)
- Josef Hüttel (1893–1951)
- Anselm Huttenbrenner (1794–1868)
- Josef Huttenbrenner (1796–1882)

## Hv–Hy
- Ketil Hvoslef (1939)
- Jindřich Hybler (1891–1967)
- Martin Hybler (1977)
- Richard Hygons (1435–1509)
- Lee Hyla (1952)